# Peregrinación cristiana

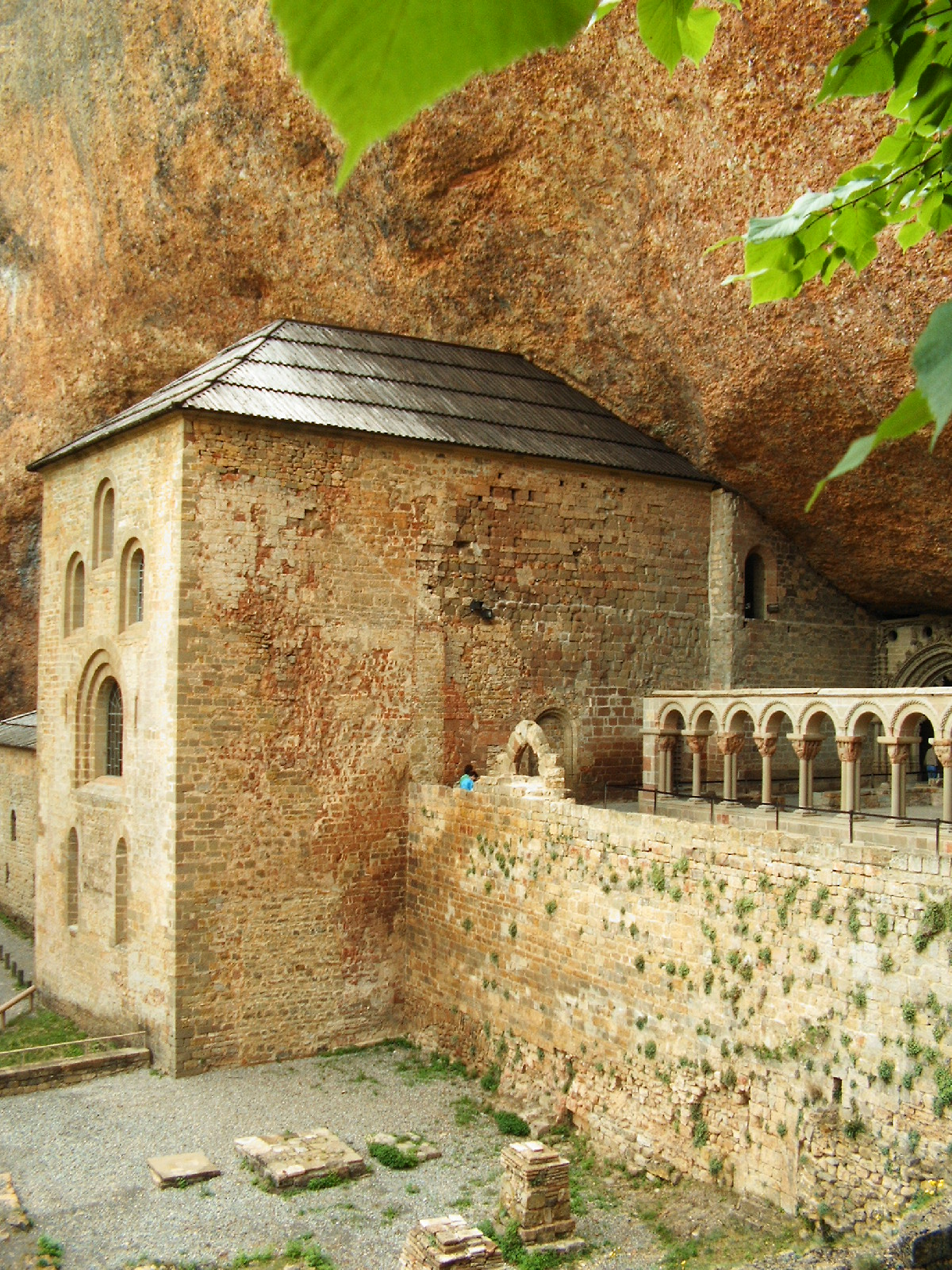
El Camino de Santiago es la peregrinación a la catedral de Santiago de Compostela donde según la leyenda se encuentran los restos del apóstol Santiago el Mayor. La ruta fue declarada como la primera Ruta Cultural Europea por el Consejo de Europa en octubre de 1987 y también ha sido nombrado como uno de los sitios del Patrimonio Mundial de la UNESCO en 1993.

El cristianismo tiene una larga y robusta tradición de peregrinaciones, dirigidas tanto a sitios relevantes en la narrativa del Nuevo Testamento (especialmente en Tierra Santa) como a sitios que están asociados con las vidas de los santos o con milagros posteriores.

## Tradiciones de peregrinación cristiana
La peregrinación cristiana se empezó a hacer a lugares relacionados con el nacimiento, la vida, la crucifixión y la resurrección de Jesús. Aparte de los antiguos ejemplos en la obra de Orígenes en el siglo III, las descripciones que sobreviven de las peregrinaciones cristianas a Tierra Santa datan del siglo IV, cuando varios padres de la iglesia, entre ellos San Jerónimo, alentaron a los fieles a peregrinar, y cuando fue establecida formalmente por Santa Helena, la madre de Constantino el Grande.[cita requerida]
Se hacen peregrinaciones a Roma y a otros lugares asociados con los apóstoles, santos y mártires cristianos, así como a lugares donde ha habido apariciones de la Virgen María. Un lugar de peregrinación popular es el Camino de Santiago que lleva hasta la Catedral de Santiago de Compostela, en Galicia, España, donde se encuentra el santuario del apóstol Santiago el Mayor. Otro ejemplo es la peregrinación combinada que se lleva a cabo cada siete años en las tres cercanas ciudades de Maastricht, Aquisgrán y Kornelimünster en Alemania, donde es posible ver muchas reliquias importantes (véase: Peregrinación de las Reliquias, Maastricht).

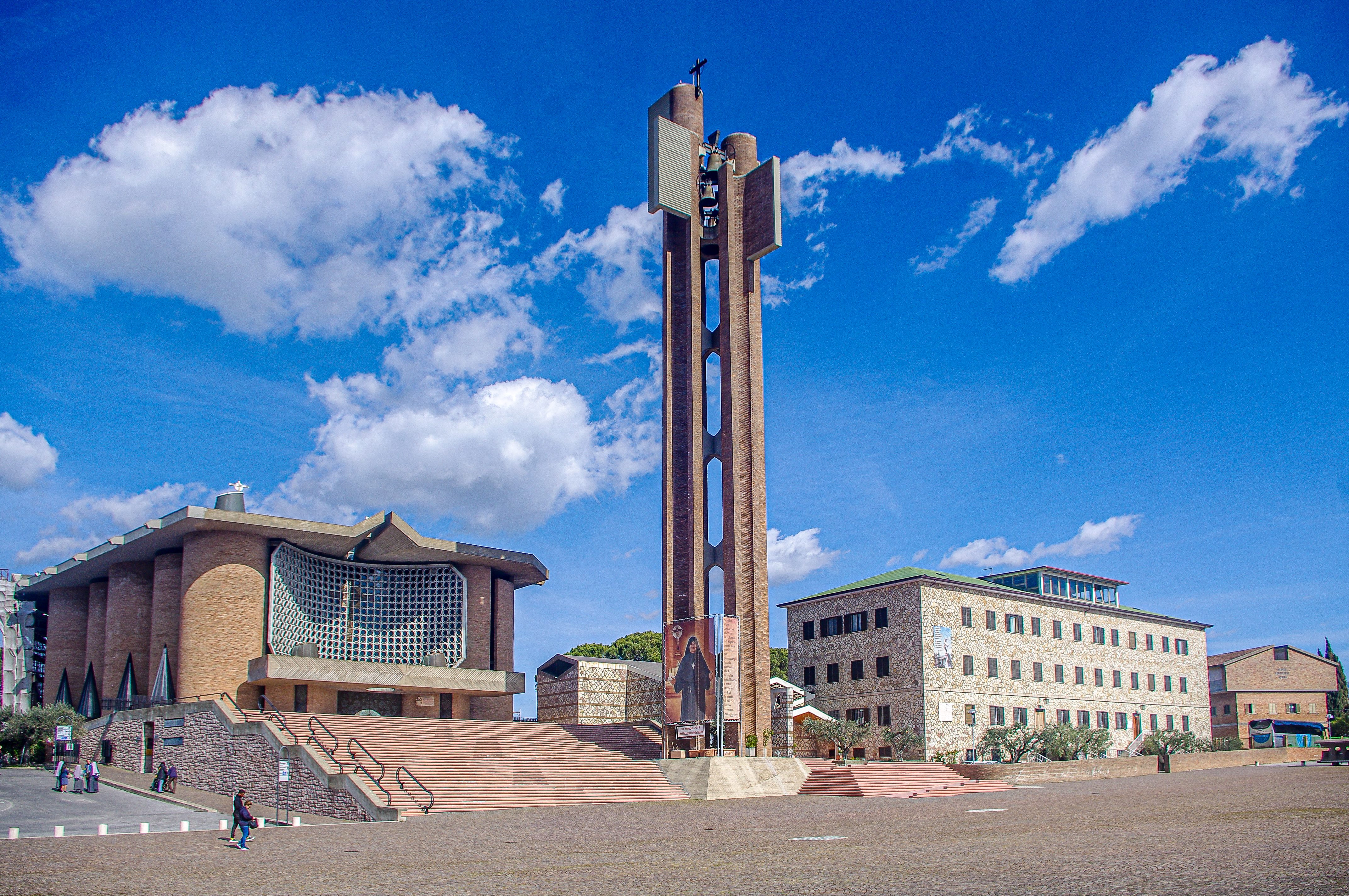
El Santuario del Amor Misericordioso en Collevalenza, Italia, se convirtió en uno de los grandes centros de peregrinación debido a sus piscinas de agua con propiedades purificadoras y milagrosas

Las peregrinaciones se desarrollaron en el siglo III a los principales lugares santos mencionados en los Evangelios y el Antiguo Testamento y de los cuales Orígenes buscó rastros, particularmente a los lugares de la Pasión de Cristo como el sitio del Santo Sepulcro. Consideradas parte esencial del cristianismo por el Edicto de Milán promulgado en 313, se multiplicaron especialmente a partir del siglo IV, gracias a la legendaria invención de la Santa Cruz por parte de Santa Helena, madre del emperador Constantino I, así como gracias a la construcción, de manera desordenada, de martyria, santuarios o templos pequeños construidos sobre las tumbas de mártires. La descripción escrita más antigua de los peregrinos cristianos y la peregrinación a Tierra Santa es el Peregrino de Burdeos, un relato que cuenta cómo un habitante de Burdeos fue en peregrinación a Jerusalén en el año 333. Los Padres de la Iglesia desconfiaban de estas primeras peregrinaciones, que consideraban ocasiones de derroche y excesos como los pecados de la gula y lujuria o su uso para el comercio de reliquias (la máxima del monje Tomás de Kempis qui multum peregrinantur, raro sanctificantur "quien mucho viaja al exterior (peregrina), poco se santifica", confirma estos temores) y las consideraban innecesarias porque el creyente podía honrar a Dios en cualquier parte. 
Las peregrinaciones cristianas de la Edad Media, contrario a la creencia popular desarrollada en el siglo XIX, rara vez estaban compuestas por multitudes de personas viajando movidas solo por la piedad (peregrinaciones penitenciales o durante los jubileos como lo demuestran los archivos de la penitenciaría apostólica) por caminos bien señalizados. En cambio, las más de las veces eran viajes en solitario o en pequeños grupos (principalmente de hombres) en los que participaban muchos comerciantes, por rutas de mulas (la pavimentación sólo se desarrolló en el siglo XIII). Estos pequeños grupos podían estar animados por motivos piadosos o menos piadosos: fe, arrepentimiento, reto, negocio, o “peregrinaje por poder”, a veces con el objetivo de romper con la familia, el entorno profesional, o a veces con el objetivo de turismo (conocer nuevos monumentos, gastronomía o personas). Los santuarios lejanos eran el destino de los que tenían los medios (“peregrinaje de larga distancia”). Así, la Edad Media no fue la edad de oro de las peregrinaciones sino más bien la edad mítica de las peregrinaciones, las multitudes de peregrinos de este período pertenecientes tan solo al imaginario popular. Por otra parte, fue durante el período carolingio cuando se desarrolló la protección legal de los peregrinos y así surgió gradualmente una orden de peregrinos (ordo peregrinorum) y una ley de peregrinos (lex peregrinorum), constituyéndose un estatuto para los peregrinos. Fue aún en la Edad Media cuando se organizaron los grandes santuarios de peregrinación de la cristiandad, que cumplían un papel religioso y cultural pero también respondían a una necesidad económica (producción y venta de recuerdos, ofrendas, y alojamientos que proporcionaban ingresos significativos para el santuario). Es también entonces que los peregrinos empiezan a ser gradualmente puestos bajo guardia (techo y abrigo) por los peligros que amenazan a los viajeros pero también para evitar que otros los usasen como coartada para escapar de sus entornos de origen.
El primer jubileo organizado formalmente por el papado fue el decretado en 1300 por el papa Bonifacio VIII, que invitó a los cristianos a ir a Roma para recibir la indulgencia plenaria previamente otorgada a los cruzados, ya que la pérdida del reino de Jerusalén dificultaba la peregrinación a Jerusalén, lo que terminó fortaleciendo su desarrollo en Roma. El principal objetivo de los peregrinos medievales era la posibilidad de “tocar” las reliquias lo que creían les aseguraba, además del sacrificio económico o temporal que suponía, una eficacia mayor que la intercesión a distancia del santo. A partir del siglo XIV, la peregrinación empezó a declinar debido al movimiento de la devotio moderna que favorecía la peregrinación espiritual, interior, además de la inseguridad de los caminos durante la guerra de los Cien Años y las guerras de religión de Francia. El énfasis en la peregrinación espiritual e interior fue particularmente promovido por las órdenes mendicantes y de manera particular por los franciscanos observantes, que enfatizaban la contemplación de la vida de Cristo como tema de meditación. Erasmo de Róterdam, por ejemplo, escribió un coloquio en 1526, titulado La Peregrinación Devota, en que su personaje Ogigio viaja a Compostela por la religión y regresa a casa lleno de superstición.
De acuerdo con Hillman y Tingle, esta tendencia hacia la peregrinación interior aumentó enormemente con la reforma protestante y la contrarreforma católica, en tanto protestantes empezaron a negar la eficacia de la intercesión, así como la existencia de espacios sagrados y la necesidad de buenas obras para lograr la salvación, a lo que los católicos respondieron renovando el énfasis en la práctica sacramental y en la intercesión de la Virgen María, enfatizando la oración mental, la meditación, conversión y la reforma de vida. A partir del siglo XVI, a medida que el protestantismo condenaba las peregrinaciones como un pretexto para la vagancia, el ocio o la idolatría y que los Estados centralizadores empezaron a controlar el movimiento de personas (a través de la elaboración de pasaportes, certificados y patentes para distinguir peregrinos verdaderos y falsos, especialmente mendigos o vagabundos), la peregrinación regional o local, controlada por clérigos se vio privilegiada (“peregrinación de recurso” favorecida por los relatos de milagros vinculados a santuarios locales, peregrinajes expiatorios y judiciales). Desde finales del siglo XVI y más concretamente en el siglo XVII, parte del clero intentó espiritualizar las peregrinaciones y se publicaron folletos de autores católicos (particularmente jesuitas) que brindaban ejercicios espirituales, oraciones y meditaciones para acompañar el peregrinaje.
En el siglo XVIII, la filosofía de la Ilustración con su crítica al comercio de reliquias y al tráfico de indulgencias de las que el peregrino se podía beneficiar (en particular, las oraciones o mortificaciones realizadas en la propia diócesis en lugar de realizarse una larga peregrinación) es parte de las razones por las cuales la “peregrinación de largos recorridos”, empezó a disminuir a expensas de las peregrinaciones locales.
En el siglo XIX la peregrinación se reorganizó gracias al desarrollo de medios de transporte más rápidos como los charabancs (carruajes tirados por caballos, con varias filas de sillas) para la peregrinación cercana, cuya renovación quedó atestiguada en el proceso de "recarga sacra" de sus santuarios (que incluía la restauración de santos ya existentes y la invención de nuevos santos o el "descubrimiento" de nuevas reliquias o inventio reliquarum), y los ferrocarriles para la "peregrinación de largo recorrido". La reapertura de las peregrinaciones a Jerusalén promovió este fenómeno. El culto mariano se desarrolló especialmente a mediados de este siglo, con peregrinaciones a Nuestra Señora de Lourdes, la Virgen de La Salette o Nuestra Señora de Pontmain.
Muchas peregrinaciones hoy en día no son hechas ya por seguidores fervientes con un enfoque religioso riguroso, sino que se utilizan para obtener un favor divino (peregrinación propiciatoria, en particular mediante la práctica de "depositar un exvoto", peregrinación de sanación), para agradecer por una gracia obtenida (peregrinaje gratuito), o para realizar turismo religioso durante vacaciones temáticas, retiros espirituales o visitas a destinos culturales. Sin embargo, ha habido un renacimiento de la peregrinación desde la década de 1980, en relación con la moda del senderismo libre o acompañado.

## Motivaciones de los peregrinos
Las motivaciones que atraen a los visitantes actuales a lugares sagrados cristianos pueden ser mixtas: basadas en la fe, espirituales en general, con intereses culturales, etc. Esta diversidad se ha convertido en un factor importante en el manejo y el cuidado pastoral de las peregrinaciones cristianas, como lo ha demostrado investigación reciente sobre santuarios internacionales y templos ampliamente visitados.

## Peregrinaciones antiguas

### Roma
Roma ha sido un importante lugar de peregrinaje cristiano desde la Edad Media. Las peregrinaciones a Roma pueden incluir visitas a numerosos sitios, tanto dentro de la Ciudad del Vaticano como en territorio italiano. Una estación típica son las escaleras de Pilatos (o escalera santa), que corresponde según la tradición cristiana a los escalones que conducían al pretorio de Poncio Pilato en Jerusalén, sobre las que subió Jesucristo durante su Pasión de camino a su juicio. Según se afirma, las escaleras fueron llevadas a Roma por Santa Helena en el siglo IV. Por siglos, la Scala Santa ha atraído a peregrinos cristianos movidos por el deseo de honrar la Pasión de Jesús.
Varias catacumbas construidas en la época romana son asimismo objeto de peregrinación, por ser los sitios donde los cristianos rezaban, enterraban a sus muertos y rendían culto durante los períodos de persecución. También lo son varios templos nacionales (entre ellos el de San Luis de los franceses y el de Santa María dell'Anima), o iglesias asociadas a órdenes religiosas particulares, como la Iglesia jesuita del Gesù y la Iglesia de San Ignacio.
Por tradición, los peregrinos en Roma visitan las siete iglesias de peregrinos (en italiano: Le sette chiese) en 24 horas. Esta costumbre, obligatoria para todos los peregrinos durante la Edad Media, fue codificada en el siglo XVI por San Felipe Neri. Las siete iglesias corresponden a las cuatro basílicas principales (las de San Pedro en el Vaticano, San Pablo extramuros, San Juan de Letrán y Santa María la Mayor), y las otras tres son la de San Lorenzo extramuros (una basílica paleocristiana), la de la Santa Cruz de Jerusalén (iglesia fundada por Helena, la madre de Constantino, que alberga fragmentos de madera atribuidos a la santa cruz) y la de San Sebastián extramuros (que se encuentra en la Vía Apia y está construida sobre catacumbas romanas).

#### Peregrinación judía a Roma
La literatura rabínica incluye algunas descripciones de varias antiguas visitas de judíos a Roma. El Talmud y el Midrash relatan comisiones rabínicas que viajan a Roma a conectarse con los derechos de la comunidad judía y a luchar por ellos. Los judíos también viajaban a Roma a visitar lugares que destacaban la cultura judía, como el arco de Tito que muestra los botines de Jerusalén, y el Templo de la Paz, que albergaba los objetos de culto del templo judío que habían sido saqueados. Se supone que algunos visitantes judíos, en particular aquellos de prestigio religioso, habrían viajado a Roma a ver los objetos de culto expuestos como una forma de neo-peregrinación, en tanto la peregrinación al templo judío en sí mismo no era ya posible.
Se desconoce qué sucedió con los objetos del templo judío después de que un incendio destruyera el Templo de la Paz en el año 192 d. de C, pero es posible que se hayan salvado o bien que se hayan producido réplicas de ellos para ser usadas como propaganda cristiana que era exhibida para los seguidores cristianos.

### Canterbury, Inglaterra

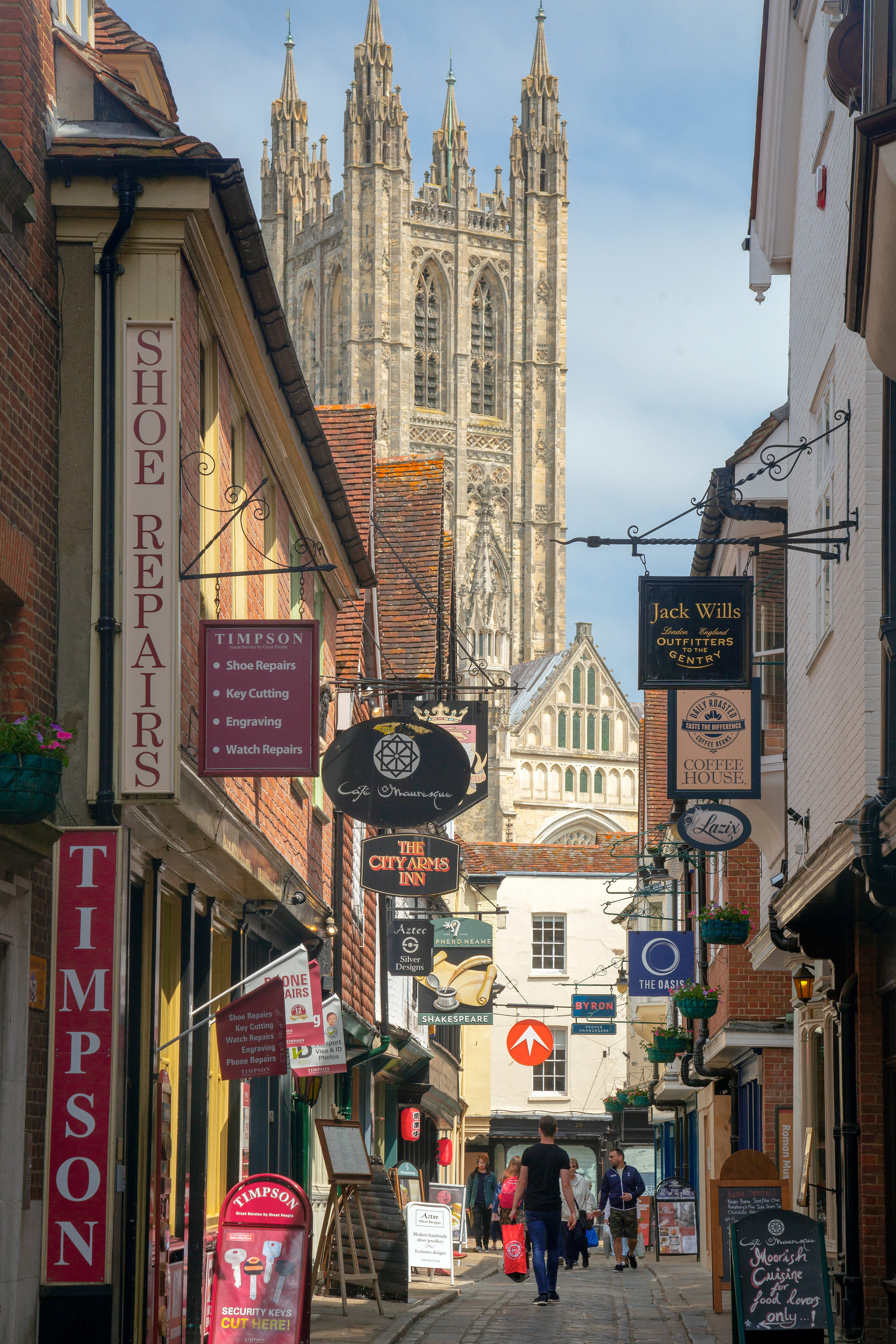
Una calle típica de Canterbury con la catedral al fondo.

Tras el asesinato del arzobispo Tomás Becket en la catedral en 1170, Canterbury se convirtió en una de las ciudades más notables en Europa, en tanto peregrinos de todas partes de la cristiandad empezaron a visitar su santuario. Estas peregrinaciones constituyeron el marco para la colección de Los Cuentos de Canterbury del siglo XIV de Geoffrey Chaucer. El castillo de Canterbury fue capturado por el príncipe francés Luis VIII durante su invasión de Inglaterra en 1215, antes de que la muerte de Juan I hiciera que sus partidarios ingleses abandonaran su causa y apoyaran al joven Enrique III.
Durante la disolución de los monasterios, se cerraron el priorato, el convento y tres monasterios en la ciudad. La Abadía de San Agustín, que para entonces era la decimocuarta más rica de Inglaterra, fue entregada a la Corona, y su iglesia y claustro fueron demolidos. El resto de la abadía fue desmantelado a lo largo de los 15 años siguientes, si bien parte del sitio se convirtió en un palacio. El santuario de Tomás Becket en la catedral fue demolido y todo el oro, la plata y las joyas fueron llevadas a la Torre de Londres, en tanto las imágenes, el nombre y las festividades en honor a Becket fueron borrados por todo el reino, poniendo fin así a las peregrinaciones.

## Peregrinaciones modernas

### Tierra Santa
Las primeras peregrinaciones se hacían a lugares relacionados con el ministerio de Jesús . Además de las antiguas descripciones de Orígenes quien, "en busca de las huellas de Jesús, los discípulos y los profetas", había encontrado gente local que le mostraba la ubicación real del cerdo de los gadarenos ya a mediados del siglo III, se conservan descripciones de peregrinaciones cristianas a Tierra Santa y Jerusalén que datan del siglo IV. El Itinerarium Burdigalense ("Itinerario de Burdeos"), el itinerario cristiano más antiguo todavía en exisistencia, fue escrito por un cierto "Peregrino de Burdeos" y narra las etapas de una peregrinación a Jerusalén entre los años 333 y 334.
Padres de la iglesia como San Jerónimo animaban a peregrinar y la práctica fue establecida por Helena, la madre de Constantino el Grande. También se comenzaron a realizar peregrinaciones a Roma y otros lugares asociados con los apóstoles, santos y mártires cristianos, así como a lugares en los que han ocurrido apariciones de la Virgen María. La peregrinación a Roma se convirtió en un destino común para peregrinos provenientes de todo el cristianismo occidental en el período medieval, y había listados de sitios importantes en guías de viaje como la Mirabilia Urbis Romae del siglo XII.
En el siglo VII, Tierra Santa fue capturada durante las conquistas musulmanas, y en tanto esto hizo más difícil la peregrinación a Tierra Santa para los cristianos europeos, se desarrollaron grandes lugares de peregrinación en Europa occidental, de manera notable en Santiago de Compostela en el siglo IX, aunque viajeros como Bernardo el Peregrino siguieron peregrinando a Tierra Santa.
Las relaciones políticas entre los califatos musulmanes y los reinos cristianos de Europa se mantuvieron en un estado de tregua suspendida, lo que permitió la continuación de las peregrinaciones cristianas a las tierras controladas por los musulmanes, al menos durante ciertos intervalos. Por ejemplo, el califa fatimí al-Hákim bi-Amr Allah ordenó la destrucción de la Iglesia del Santo Sepulcro, mientras que su sucesor permitió al Imperio Bizantino reconstruirla. Los turcos selyúcidas interrumpieron de manera sistemática las rutas de peregrinaje cristianas, lo que se convirtió en uno de las principales razones que desencadenaron las cruzadas a finales del siglo XI.
El gran peregrinaje alemán de 1064-1065 fue una peregrinación masiva a Jerusalén organizada por algunos obispos germanos unos veinticinco años antes de la Primera Cruzada. En la expedición participaron entre 7000 y 12 000 peregrinos, de los que solamente regresarían unos 2000, según el cronista irlandés Marianus Scotus. Las cruzadas fueron exitosas inicialmente, y los estados cruzados, especialmente el reino de Jerusalén, le garantizaron un acceso seguro a Tierra Santa a los peregrinos cristianos durante el siglo XII, pero el propósito de las cruzadas estaba en últimas condenado al fracaso y Tierra Santa fue completamente reconquistada por los ayubíes a finales del siglo XIII.
Bajo el Imperio otomano, los viajes a Palestina volvieron a ser restringidos y peligrosos. Es posible afirmar que las peregrinaciones modernas a Tierra Santa recibieron un impulso en el trabajo del académico Ernest Renan, cuyos veinticuatro días en Palestina, relatados en su Vie de Jésus (publicado en 1863) resonban con pasajes del Nuevo Testamento en todo momento.

### Taizé, Francia

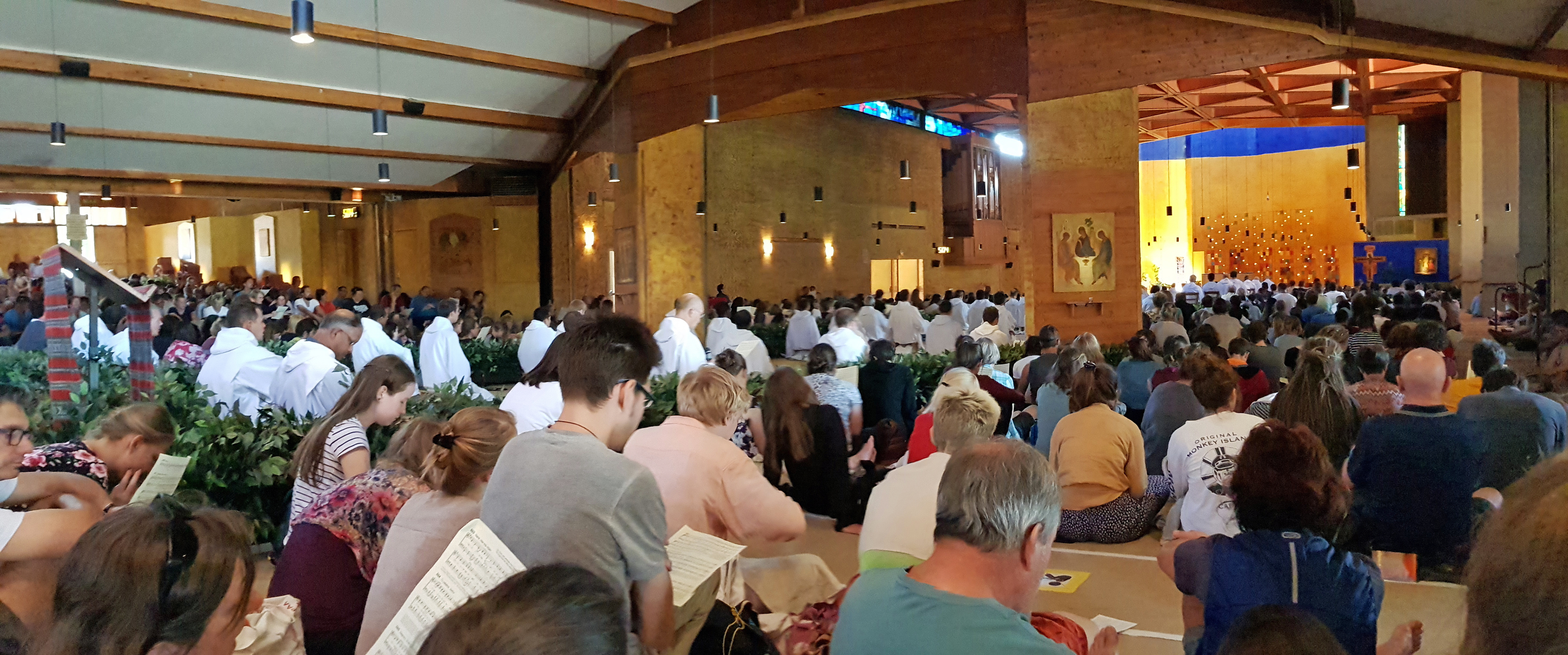
Oración en la Iglesia de la Reconciliación de Taizé

La comuna de Taizé en Francia, hogar de la Comunidad de Taizé, recibe a más de 100,000 peregrinos cristianos cada año. Puesto que la Comunidad de Taizé es una comunidad cristiana ecuménica, los peregrinos provienen de varias denominaciones cristianas, incluyendo las tradiciones reformada, católica, luterana, ortodoxa oriental, metodista, anglicana y ortodoxa oriental. Los peregrinos cristianos se conectan en la oración, el culto, el estudio de las Sagradas Escrituras, la promoción del ecumenismo y el trabajo comunitario con los hermanos y hermanas de la Comunidad de Taizé.

### Santiago de Compostela

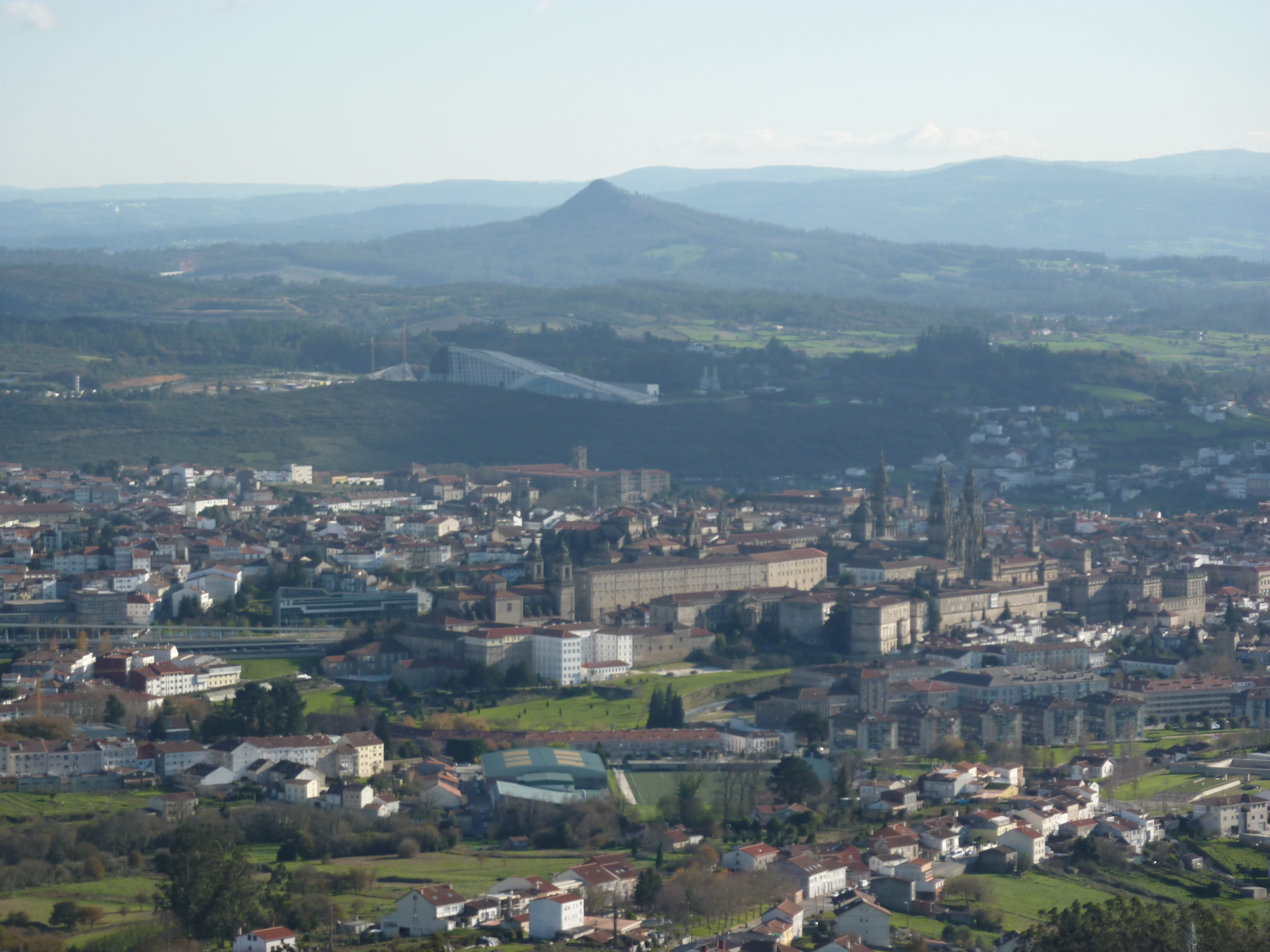
Una vista parcial de Santiago de Compostela, con el Pico Sacro al fondo

En algún momento entre 818 y 842, durante el reinado de Alfonso II de Asturias, el obispo Teodomiro de Iria (m. 847) afirmó haber encontrado algunos restos humanos que se atribuyeron  al apóstol Santiago el Mayor. Un nuevo asentamiento y centro de peregrinaje se erigieron alrededor del lugar del descubrimiento, que fue conocido por el autor Usuardo en 865 y que en el siglo X recibió el nombre de Compostella.
El culto a Santiago de Compostela fue solo uno de los muchos que surgieron a lo largo del norte de la península ibérica durante los siglos X y XI, a medida que sus gobernantes fomentaron cultos propios, específicos a cada región, como los de Santa Eulalia en Oviedo y San Emiliano en Castilla. Con el traslado del centro del poder político asturiano de Oviedo a León en el 910, Compostela adquirió mayor relevancia política, de forma que varios reyes de Galicia y de León fueron aclamados por la nobleza gallega y coronados y ungidos por el obispo local en la catedral, entre ellos Ordoño IV en 958, Bermudo II en 982 y Alfonso VII en 1111, momento para el cual Compostela se había convertido ya en la capital del Reino de Galicia. Posteriormente, varios reyes del siglo XII, como Fernando II y Alfonso IX, el último de los reyes de León y Galicia antes de que ambos reinos se unieran al Reino de Castilla, fueron sepultados en la catedral.
Según algunos autores, para mediados del siglo XI el sitio se había convertido ya en un lugar paneuropeo de peregrinación, mientras que otros sostienen que el culto a Santiago era antes de los siglos XI y XII un asunto fundamentalmente gallego, sustentado en el intento de los reyes asturianos y leoneses de ganarse las vacilantes lealtades gallegas. Santiago se convertiría en el transcurso del siglo siguiente en uno de los principales santuarios católicos, superado tan solo por Roma y Jerusalén. En el siglo XII, bajo el auspicio del obispo Diego Gelmírez, Compostela se convirtió en arzobispado, lo que atrajo a una población numerosa y multinacional. Bajo el gobierno de este prelado, la gente del pueblo se rebeló, liderada por el concejo local, dando inicio a una tradición secular de enfrentamiento entre la gente de la ciudad, luchando por autogobernarse, y el obispo local y los señores laicos y jurisdiccionales de la ciudad y de su feudo, la cuasi-independiente Terra de Santiago ("tierra de Santiago"). Se llegó al punto más álgido de este enfrentamiento en el siglo XIV, cuando el nuevo prelado, el francés Berenguel de Landoria, dio muerte a traición a los consejeros de la ciudad en su castillo de A Rocha Forte ("la roca fuerte"), tras invitarlos a entrar en conversaciones.

### Maastricht-Aquisgrán-Kornelimünster
Desde al menos el siglo XIV se han realizado peregrinaciones septenarias combinadas en las ciudades holandesas-alemanas de Maastricht, Aquisgrán y Kornelimünster. La palabra alemana Heiligtumsfahrt significa "viaje a las santas reliquias". En los tres lugares era posible ver reliquias importantes: en Maastricht reliquias de la Vera Cruz, la faja de María, el brazo de Santo Tomás y varias reliquias de San Servacio, en Aquisgrán, el pañal y el taparrabos de Jesús, el vestido de María, el paño que recogió la cabeza decapitada de Juan el Bautista y los restos de Carlomagno, y en Kornelimünster el taparrabos, el sudario y el sudario de Jesús, así como la calavera del papa Cornelio. En Maastricht algunas reliquias eran exhibidas desde la galería enana de la Basílica de San Servacio a los peregrinos reunidos en la plaza. Lo propio se hacía desde la galería de la torre construida especialmente entre la cúpula y la torre westwerk de la catedral de Aquisgrán. La popularidad de la peregrinación Maastricht-Aachen-Kornelimünster alcanzó su culmen en el siglo XV cuando hasta 140.000 peregrinos visitaban estas ciudades a mediados de julio. Tras un cese de unos 150 años, las peregrinaciones fueron revividas en el siglo XIX. Las peregrinaciones de Aquisgrán y Kornelimünster todavía están sincronizadas, pero la peregrinación de Maastricht ocurre 3 años antes. En 2011, la peregrinación de Maastricht congregó unos 175.000 visitantes, mientras que la de Aquisgrán tuvo en 2014 unos 125.000 peregrinos.

### Fátima, Portugal

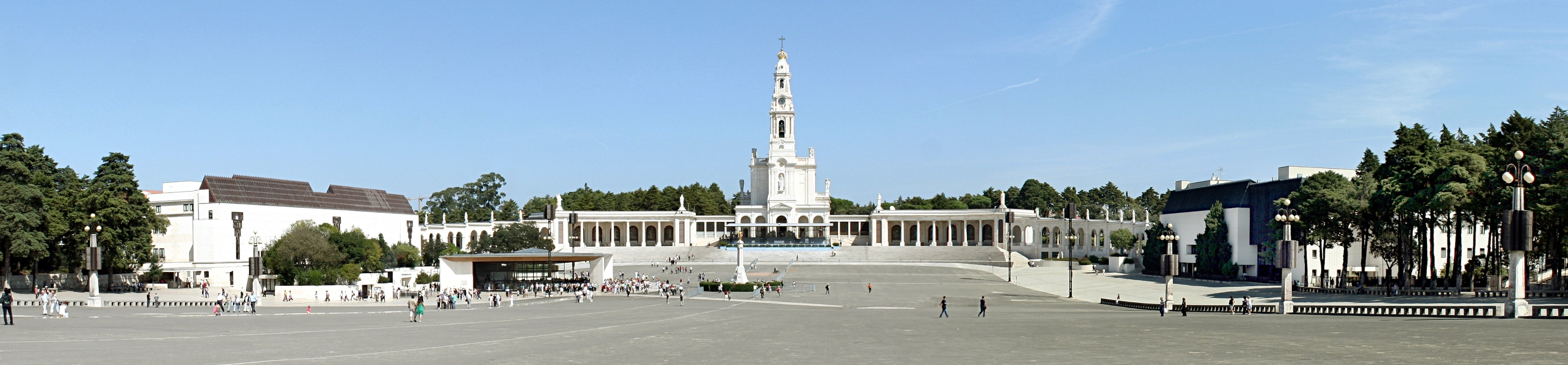
El Santuario de Nuestra Señora de Fátima es uno de los lugares de peregrinación cristiana más grandes del mundo. Vista panorámica con la Capilla de las Apariciones, la estatua del Sagrado Corazón y la Basílica de Nuestra Señora del Rosario

Las apariciones marianas son también responsables de decenas de millones de peregrinaciones cristianas en todo el mundo. El Santuario de Nuestra Señora de Fátima, en Cova da Iria, Fátima, Portugal, se ha convertido en el santuario cristiano más visitado del mundo con un número de entre 14 y 18 millones de peregrinos anuales, razón por la cual a menudo se compara a Fátima con La Meca en términos de la cantidad peregrinos que visitan en mayo y octubre el santo lugar.

### Lourdes, Francia

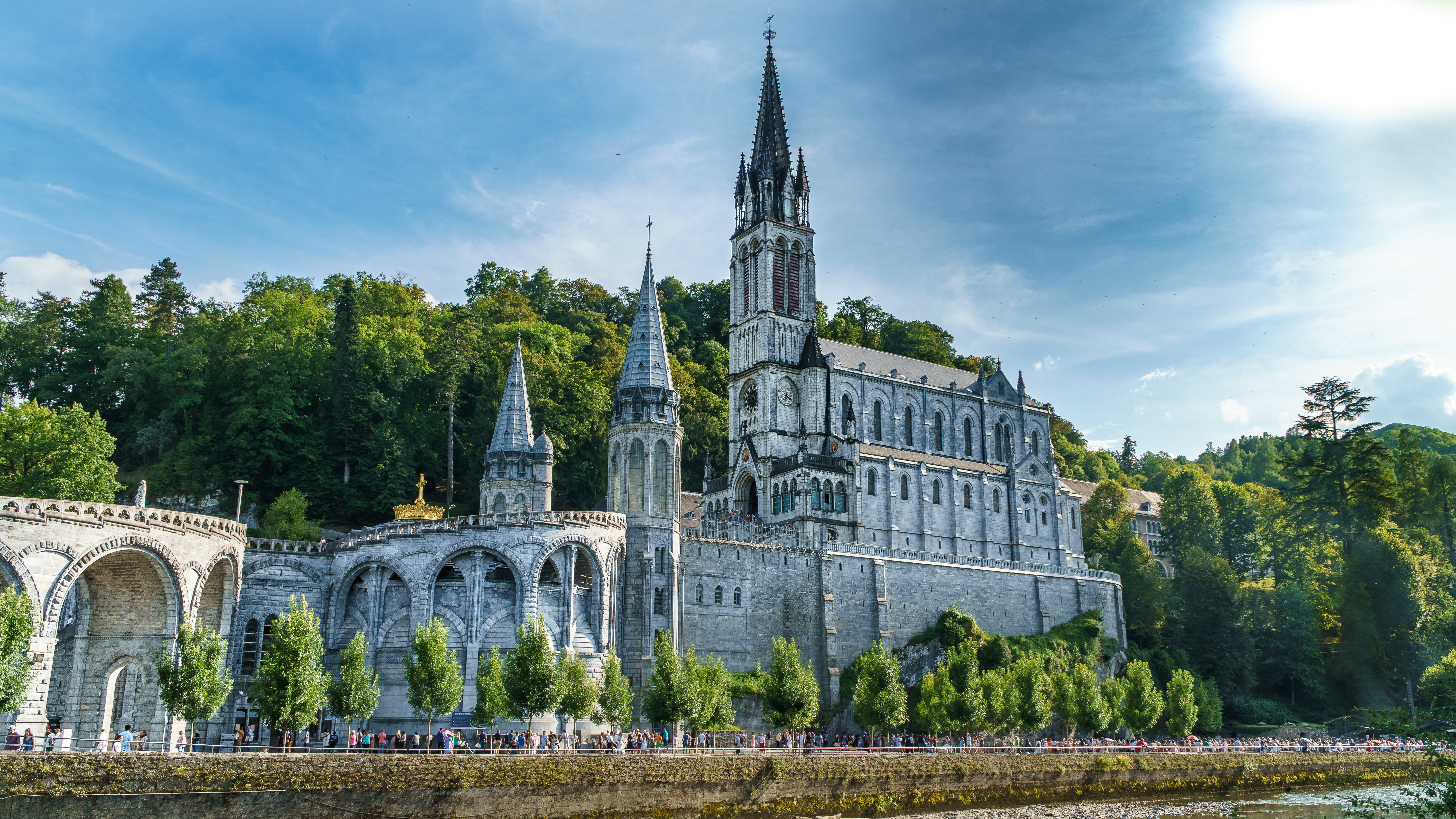
El Santuario de Lourdes en Francia

Según los creyentes, la Virgen María se le apareció a la niña Bernardita Soubirous en un total de dieciocho ocasiones en Lourdes, Francia (Lorda en el idioma occitano local). Debido a esto Lourdes se convirtió en un lugar importante de peregrinaje católico y de curaciones milagrosas. Al día de hoy, Lourdes recibe hasta cinco millones de peregrinos y turistas cada temporada. Lourdes tiene el segundo mayor número de hoteles por kilómetro cuadrado en Francia después de París, con alrededor de 270 hoteles. Algunos de los hoteles de lujo como el Grand Hotel Moderne, Hotel Grand de la Grotte, Hotel St. Etienne, Hotel Majestic y Hotel Roissy están localizados allí.

### Jasna Góra, Polonia

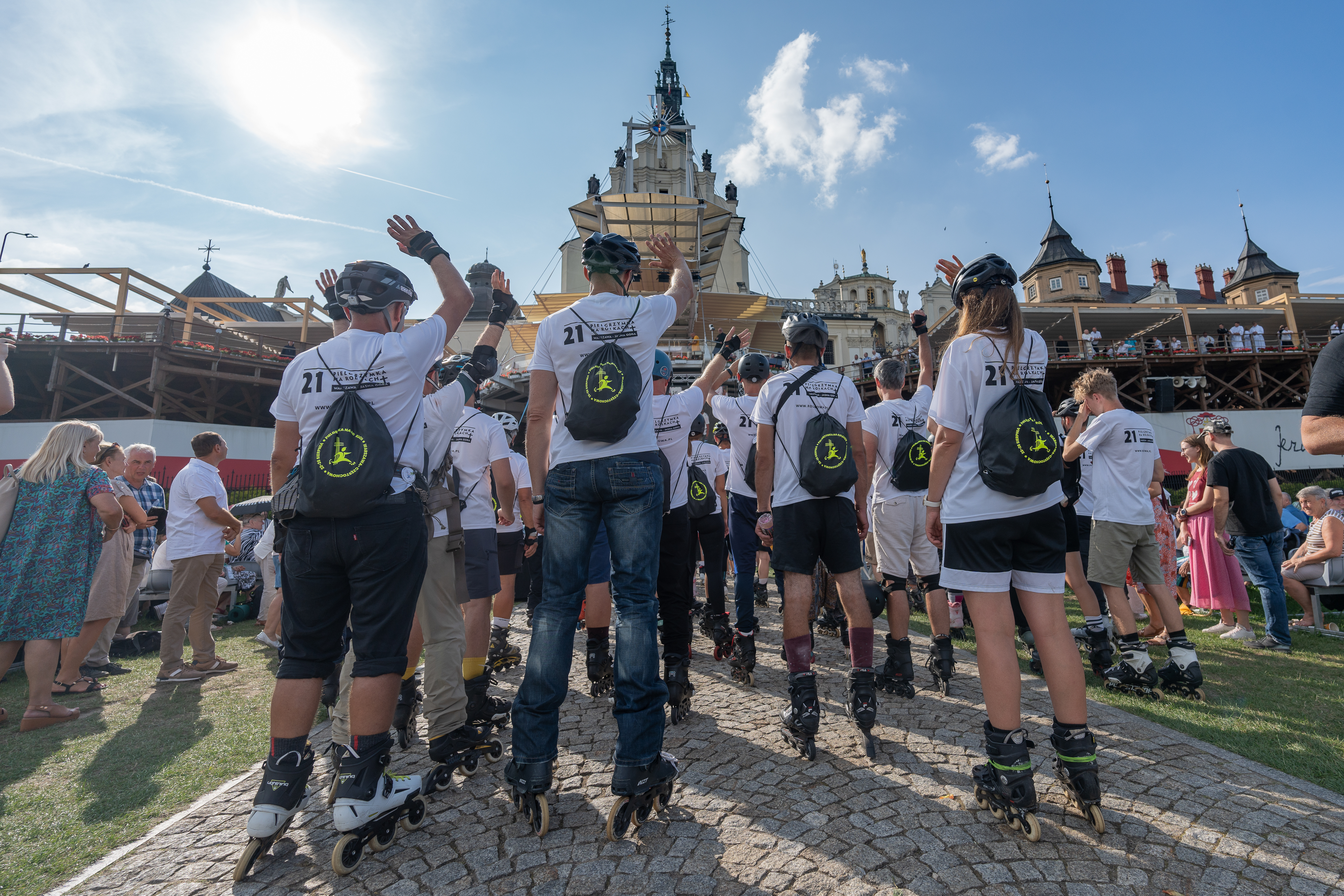
Una peregrinación en patines a Jasna Góra en 2024

En Polonia hay 96 lugares de peregrinación, pero ninguno es tan popular como Jasna Góra, en el centro de Częstochowa.
Jasna Góra en Częstochowa es un lugar de peregrinación con una larga tradición. Según fuentes históricas, en 1382 el príncipe Władysław de Opole trajo a los paulinos desde Hungría, marcando el comienzo del desarrollo de este santuario. La tradición de las peregrinaciones a pie se remonta al siglo XV, y el grupo documentado más antiguo (procedente de Gliwice) data de 1626.
Jasna Góra es el santuario católico más visitado de Polonia, con aproximadamente 3 a 5 millones de visitantes anuales antes de la pandemia de COVID-19. En 2023, alrededor de 3,6 millones de peregrinos visitaron Jasna Góra. También ocupa el primer lugar en cuanto a peregrinaciones a pie: en 2002 recibió 211 grupos de caminantes con un total de 172.000 personas, mientras que en 2023 hubo 228 grupos a pie, 200 en bicicleta, 17 de corredores, 2 en patines y 1 a caballo, con casi 90.000 participantes en total.
Las principales celebraciones religiosas se llevan a cabo durante la Pascua y en aniversarios relacionados con la Virgen Negra de Częstochowa, atrayendo peregrinos de toda Polonia.

### América Latina
América Latina tiene numerosos lugares de peregrinaje que han sido estudiados por antropólogos, historiadores y estudiosos de la religión. En Mesoamérica, algunos son anteriores a la llegada de los europeos y posteriormente se transformaron en lugares de peregrinaje cristiano.

#### Guadalupe, México
Se afirma que el cerro del Tepeyac, donde se encuentra ahora la Basílica de Nuestra Señora de Guadalupe en las afueras de Ciudad de México, es el lugar de la aparición de la Virgen de Guadalupe.

#### El Quinche, Ecuador

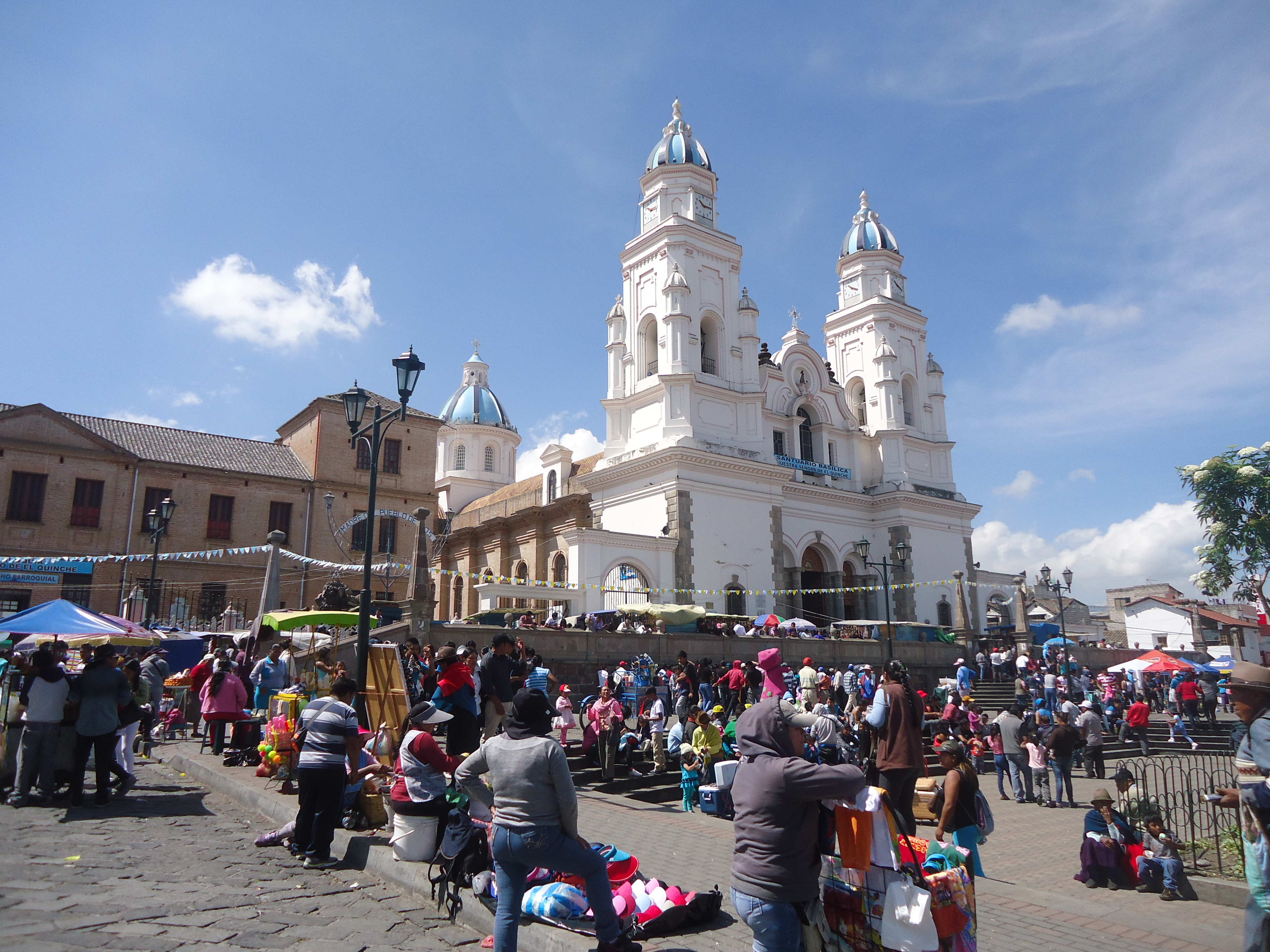
El Santuario de El Quinche.

Ubicado a 28 km al este de la ciudad capital, Quito, una romería se realiza cada 21 de noviembre desde la medianoche. Más de 800.000 peregrinos caminan por una empinada pendiente de 780 metros sobre el río Guayllabamba y de nuevo cuesta arriba hasta el Santuario de Nuestra Señora de la Presentación de El Quinche, ubicado a 2.680 m s. n. m., a donde llegan a las 6 a. m. El papa Francisco visitó El Quinche el 8 de julio de 2015 y habló con el clero católico allí reunido.

#### El Cisne, Ecuador

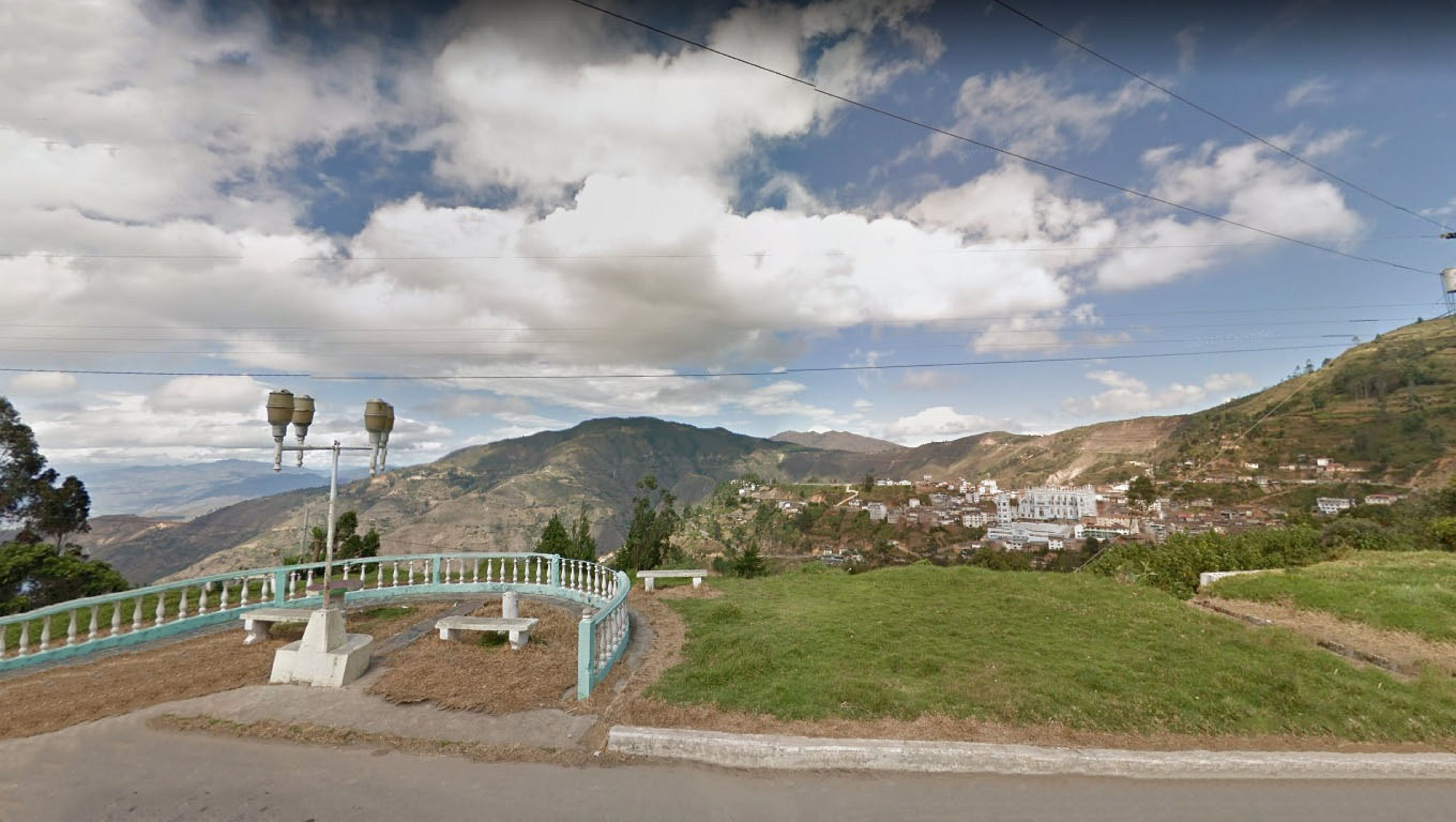
Un mirador en el camino a la parroquia El Cisne. La basílica blanca se puede ver a lo lejos.

El Cisne es una localidad de la región sur de Ecuador. En 1594, representantes de la ciudad solicitaron al escultor Diego de Robles que les construyera la estatua de la Virgen del Cisne, que talló en madera de cedro. Cada año, el 17 de agosto, miles de peregrinos se reúnen en El Cisne para cargar en procesión la estatua a lo largo de unos 74 kilómetros hasta la catedral de Loja, donde se convierte en el centro de una gran fiesta el 8 de septiembre, punto al cual se inicia una segunda procesión para devolverla a El Cisne.

#### Quyllurit'i, Perú
En la provincia de Quispicanchis, en Ocongate, Perú, se lleva a cabo la Festividad del Señor de Qoyllur Ri’ti o Quylurit'i. La fiesta se celebra en honor del Señor de Quyllurit'i (en quechua: Taytacha Quyllurit'i) y se originó a finales del siglo XVIII. El joven pastor nativo Mariano Mayta se hizo amigo de un niño mestizo de nombre Manuel en la montaña de Colquepunco. Gracias a Manuel, el rebaño de Mariano creció, por lo que su padre lo envió a Cusco a comprarle a Manuel ropa nueva. Mariano no logró encontrar nada parecido, pues el tipo de tela de la ropa de Manuel se le vendía solo al arzobispo. Al enterarse de esto, el obispo de Cusco envió un grupo a investigar. Cuando intentaron capturar a Manuel, este se transformó en una imagen de Cristo crucificado colgando de una piedra. Pensando que el grupo enviado por el arzobispo había hecho daño a su amigo, Mariano murió en el acto. Fue enterrado debajo de una roca, que se convirtió en un lugar de peregrinaje conocido como el Señor de Quyllurit'i, o "Señor de la Nieve Estrella (Brillante)". En esta roca se pintó una imagen de Cristo.

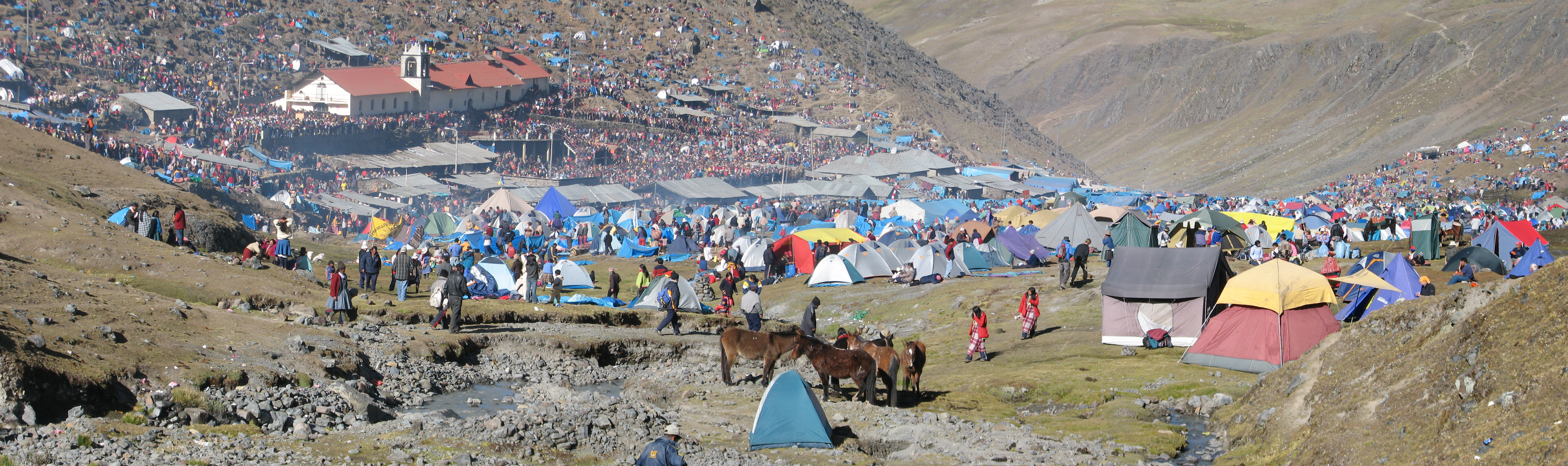
Vista panorámica del festival, con la iglesia del santuario de Sinaqara en segundo plano.

El festival de Quyllurit'i atrae a miles de indígenas de las regiones aledañas, que incluyen grupos de Paucartambo (hablantes de quechua) de las regiones agrícolas al noroeste del santuario, y Quispicanchis (hablantes de aimara) de las regiones pastorales al sudeste, cerca de Bolivia. Las dos etnias hacen una peregrinación anual al festival, trayendo grandes comparsas de bailarines y músicos. Entre los asistentes se incluyen cada vez más peruanos de clase media y turistas extranjeros.
El evento culminante para la población indígena no cristiana tiene lugar luego de la reaparición de Qullqa en el cielo nocturno. Se refiere esto a la salida del sol después de la luna llena. Decenas de miles de personas se arrodillan en tal momento para recibir los primeros rayos de luz cuando este se eleva sobre el horizonte. Hasta 2017, el evento principal para la Iglesia lo realizaban los ukukus, que escalaban los glaciares sobre Colquepunco a 5.522 m s. n. m. para ir a recoger cruces que son puestas en la cima, y trayendo consigo bloques de hielo que se dice tienen cualidades medicinales. Debido a la casi total desaparición del glaciar, sin embargo, existe el temor de que no sea posible ya cargar el hielo. Se considera que los ukukus son los únicos capaces de lidiar con las almas malditas que se dice habitan en los campos de nieve. La peregrinación y el festival asociado se inscribieron en 2011 en las Listas del Patrimonio Cultural Inmaterial de la UNESCO.

#### Copacabana, Bolivia

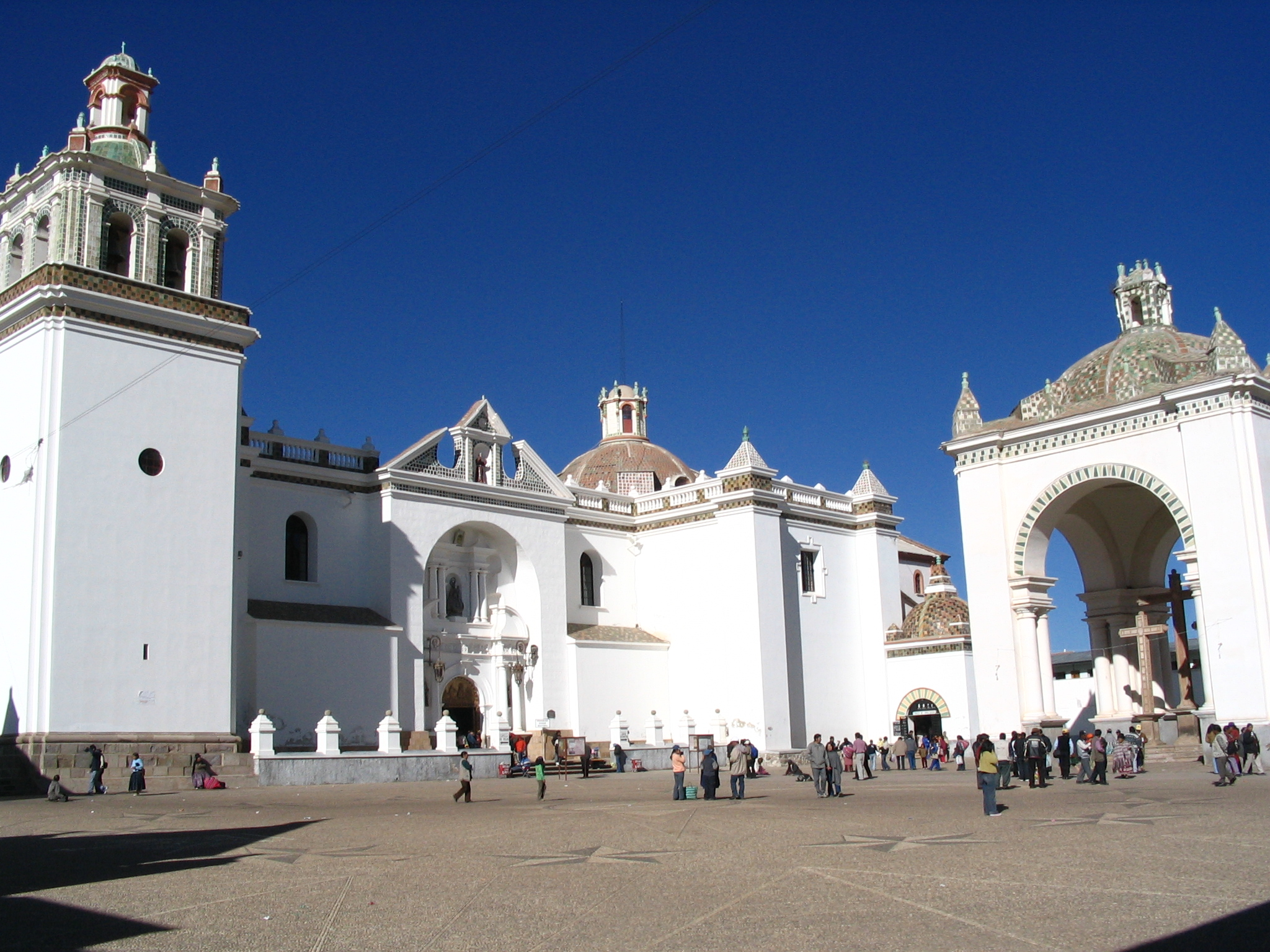
Basílica de Nuestra Señora de Copacabana

Antes de 1534, Copacabana era un puesto de avanzada de la ocupación inca entre docenas de otros sitios en Bolivia. Los incas lo usaban como la llave al antiquísimo santuario y oráculo en la isla de Titicaca, que habían adoptado como lugar de culto. En 1582, el nieto del gobernante inca Manco Kapac, impresionado por las estatuas de la Santísima Virgen que vio en algunas de las iglesias de La Paz, trató de hacer una él mismo, y después de muchos fracasos, logró producir una de excelente calidad, colocándola en Copacabana como imagen de la protectora tutelar de la comunidad.
Durante el Gran Levantamiento Indígena de 1781, la iglesia fue profanada, pero el "camarín", como se le llamaba a la capilla, permaneció intacto. Copacabana es escenario de celebraciones indígenas a menudo muy ruidosas. Los urinsayas aceptaron el establecimiento de la cofradía de la Virgen María, pero no aceptaron el tallado de Francisco Tito y decidieron venderla. En La Paz, la imagen llegó al cura de Copacabana quien decidió llevar la imagen a la gente. El 2 de febrero de 1583 se llevó a la zona la imagen de la Virgen María. Desde entonces, una serie de milagros atribuidos al icono lo convirtieron en uno de los santuarios marianos más antiguos de América. Los días 2 de febrero y 6 de agosto se celebran las fiestas de la Iglesia con bailes indígenas.

## Otras lecturas
- Ralf van Bühren, Lorenzo Cantoni, and Silvia De Ascaniis (eds.), Special issue on "Tourism, Religious Identity and Cultural Heritage", in Church, Communication and Culture 3 (2018), pp. 195–418
- Crumrine, N. Ross and E. Alan Morinis, Pilgrimage in Latin America, Westport CT 1991
- Christian, William A, Local Religion in Sixteenth-Century Spain, Princeton 1989
- Brown, Peter, The Cult of the Saints: Its Rise and Function in Latin Christianity, Chicago 1981
- Turner, Victor and Edith Turner Image and Pilgrimage in Christian Culture: Anthropological Perspectives, New York 1978
- Ralf van Bühren, Lorenzo Cantoni y Silvia De Ascaniis (eds. ), Número especial sobre "Turismo, identidad religiosa y patrimonio cultural", en Iglesia, comunicación y cultura 3 (2018), págs. 195–418
- Crumrine, N. Ross y E. Alan Morinis, Peregrinación en América Latina, Westport CT 1991
- Christian, William A, Religión local en la España del siglo XVI, Princeton 1989
- Brown, Peter, El culto de los santos: su ascenso y función en el cristianismo latino, Chicago 1981
- Turner, Victor y Edith Turner Imagen y peregrinaje en la cultura cristiana: perspectivas antropológicas, Nueva York 1978